# Marnans
Marnans település Franciaországban, Isère megyében. Lakosainak száma 132 fő (2022. január 1.). Marnans Saint-Pierre-de-Bressieux, Saint-Siméon-de-Bressieux, Viriville, Châtenay és Roybon községekkel határos.

## Népesség
A település népességének változása:
| Lakosok száma | 111  | 145  | 128  | 129  | 160  | 152  | 147  | 141  | 138  | 132  |
|               | 1968 | 1982 | 1990 | 2006 | 2013 | 2015 | 2017 | 2019 | 2020 | 2022 |